# Joseba Larrañaga
José Luis Larrañaga (Pasajes, Guipúzcoa, 22 de septiembre de 1968), más conocido como Joseba Larrañaga es un periodista radiofónico español especializado en periodismo deportivo.

## Carrera periodística
Entre 2004 y 2010, dirigió y presentó la edición de los viernes y sábados de El larguero de la Cadena SER, habiendo formado parte del equipo deportivo de la emisora durante 11 años. Dirigió y presentó en la ya desaparecida cadena de televisión Localia el programa de debate Va de fútbol.
El 3 de agosto de 2010, tras once años en la SER, pasó a formar parte de la Cadena COPE, donde condujo El partido de las 12 de lunes a jueves y la edición dominical del mismo, hasta el verano de 2016. Actualmente ha pasado al frente de la edición nocturna de Tiempo de Juego los viernes y sábados, sustituyendo los días de descanso de Juanma Castaño.
En 2011 presentó El ojo del tigre (programa de televisión) en la cadena 13TV.
Desde 2015 a 2017 presenta con Dani Garrido el informativo deportivo Minuto #0 en #0 de Movistar+. El programa  se emitía de lunes a viernes de 14:00 a 15:00. Desde agosto de 2017 los lunes lo presentaba Joseba Larrañaga y Dani Garrido. Los martes, miércoles y los jueves solo Dani y los viernes Joseba.
Desde agosto de 2017 presenta Minuto #0 El Día de Fútbol en #0 de Movistar+, sustituyendo a Nacho Aranda que llevaba presentando el programa 12 años. El programa se emite los sábados y domingos en #0 y en Movistar+Fútbol.
En agosto de 2023, ficha por Mediaset España para conducir ElDesmarque Cuatro.